# Brendon Small
Brendon Small  é um produtor, escritor, animador, dublador, compositor e músico americano. Ele é conhecido por ter criados os desenhos animados Home Movies e Metalocalypse, todos exibidos no Adult Swim, no Cartoon Network.
Brendon também é líder da banda virtual Dethklok. O animador também sem formou em 1997 pela conceituada escola de música, Berklee College of Music.
Em 2010, Brendon dirigiu o novo clipe do Soundgarden, Black Rain. No mesmo ano, o músico dirigiu o primeiro clipe do supergrupo de heavy metal, The Damned Things.

## Filmografia
- Home Movies (1999-2004)
- New Apartment (2000)
- Hey Monie (2003)
- Reno 911! (2004)
- Ergo Proxy (2006)
- The Venture Bros. (2006)
- Metalocalypse (2006-2013)
- Frisky Dingo (2006)
- Aqua Teen Hunger Force (2007)
- Let's Fish (2007)

## Discografia
- Songs Brendon's Not Allowed To Name (2004)
- Home Movies - Bonus Soundtrack CD (2006)
- The Dethalbum (2007)
- Dethalbum II (2009)
- Dethalbum III (2012)
- Brendon Small's Galaktikon (2012)
- Brendon Small's Galaktikon II (2017)